# 박은경 (1975년)
박은경(1975년 1월 25일 ~ )은 대한민국의 전 필드하키 선수이다.

## 경력
- 2000년 하계 올림픽 여자 하키 국가대표
- 2004년 하계 올림픽 여자 하키 국가대표